# Barsakelmes

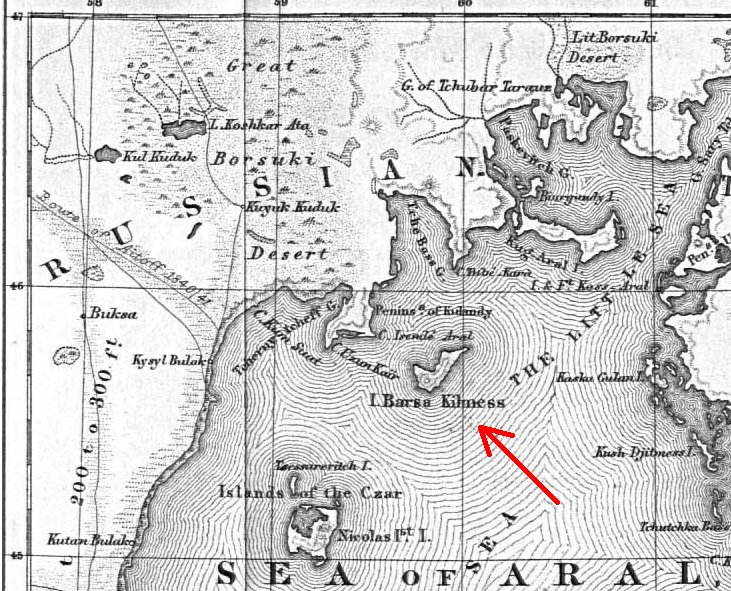
Fragment einer Karte des Aralsees aus dem Jahr 1853. Die Lage der Insel ist mit einem roten Pfeil markiert.

Barsakelmes war bis 1995/96 eine Insel in Kasachstan, im östlichen Teil des Großen Aralsees, der nach der Teilung des ursprünglichen Arals in den Kleinen Aralsee und Großen Aralsee entstand.

## Geschichte
Durch die Austrocknung des Aralsees wurde sie in den Jahren 1995/96 zur Halbinsel. Im Sommer 2009 trocknete der See rund um das Barsakelmesgebiet so stark aus, dass die ehemalige Insel schließlich Teil des Festlandes geworden ist. Damit stellt sie kein erkennbares Landschaftsmerkmal mehr dar. Die Trockengebiete rund um Barsakelmes werden von der Regierung Kasachstans durch das Naturreservat Barsa-Kelmes geschützt.